# Raiffeisen Bank Polska
Raiffeisen Bank Polska S.A. (укр. Райффайзен Банк Польща) — колишній польський комерційний банк зі штаб-квартирою у Варшаві. Входив до міжнародної банківської групи «Raiffeisen International».
Після ліквідації юридичної особи та продажу активів «BGŻ BNP Paribas» у 2018 році злився з «Raiffeisen Bank International AG» та розпочав комерційну діяльність як регіональна філія материнської компанії.

## Історія
Заснований у 1991 році. Єдиним акціонером була група «Raiffeisen Bank International AG» (RBI). Акції банку ніколи не торгувалися на Варшавській фондовій біржі. Штаб-квартира була розташована в офісній будівлі «Prime Corporate Center» за адресою вул. Гжибовська, 78.
«Raiffeisen Bank Polska» зосередився на обслуговуванні середніх та менших компаній і польського середнього класу, але також мав широку пропозицію продуктів та послуг для великих підприємств. У 2014 році був восьмим за величиною польським банком за активами.
30 квітня 2012 року, виконавши всі юридичні вимоги, «Raiffeisen Bank International AG» оголосив про офіційне закриття угоди, в результаті чого Райффайзен став власником 100% акцій «Polbank EFG SA». 4 грудня 2012 року польський орган фінансового нагляду схвалив злиття «Raiffeisen Bank Polska» та «Polbank EFG», яке було остаточно завершено 31 грудня 2012 року.
Злитий банк діяв з січня 2013 року по жовтень 2018 року під брендом «Raiffeisen Polbank».
Банк був власником компанії «Raiffeisen Solutions», яка керувала інтернет-обмінником «Rkantor.com». До 2016 року він також був співвласником (разом з Райффайзен-Лізинг) лізингової компанії «Raiffeisen-Leasing Polska SA».
У 2016 році було завершено операцію з продажу банку «Raiffeisen Polbank» «Alior Bank». Продаж «Raiffeisen-Leasing Polska SA» «PKO BP SA» завершився.
У квітні 2018 року банк «BGŻ BNP Paribas» оголосив, що придбає основний бізнес «Raiffeisen Bank Polska» в «Raiffeisen Bank International AG» за 3,25 млрд. злотих. Угода була завершена 31 жовтня 2018 року шляхом поділу «Raiffeisen Bank Polska» шляхом відокремлення та взяття основного бізнесу Банком «BGŻ BNP Paribas». Інші активи (валютні іпотечні кредити, експозиції до вітроелектростанцій та інші вибрані експозиції корпоративних банків) були передані новоствореній філії «Raiffeisen Bank International AG» в Польщі. 3 листопада 2018 року відбулося транскордонне злиття «Raiffeisen Bank Polska» та «Raiffeisen Bank International». 11 листопада 2019 року відбулося оперативне злиття «BNP Paribas» з «Raiffeisen Bank Polska».